# Петровка (Калачинский район)
Петровка — деревня в Калачинском районе Омской области России. Входит в состав Сорочинского сельского поселения.

## История
Основана в 1891 году. В 1928 г. состояла из 152 хозяйств, основное население — русские. Центр Петровского сельсовета Калачинского района Омского округа Сибирского края.

## Население
| 2002 | 2010 |
| ---- | ---- |
| 362  | ↘299 |